# 金永彬
金永彬（：／ Kim Young-Bin；1993年11月23日—），藝名永彬（韓語：영빈），出生于韓國京畿道安養市，現為韓國FNC娛樂旗下的首支男子舞蹈組合組合SF9的隊長、領Rapper、領舞。2015年時以Neoz School 1期生公開，曾客串網路劇Click Your Heart、需要浪漫3。每週一晚上會定期在V LIVE開直播《bin, us》。

## 簡歷

### 出道前
19歲時曾在1MILLION DANCE STUDIO學過跳舞。
2015年作為Neoz School 1期生公開。
並為Neoz Dance Team的隊長。
2016年參演 FNC娛樂與Mnet合作的選秀節目《D.O.B(Dance or Band)》。

### 出道後
2016年10月5日以SF9的隊長、領Rapper、領舞出道，隊內表情符號為🍀(四葉幸運草)。
每週一晚上會定期在V LIVE開直播《bin, us》，第一季的主題為FANTASY的苦惱商談。
2019年12月24日，永彬開設個人的SoundCloud。
2020年1月20日，推出《bin, us》第二季，改制為兩個環節，第一個是「FANTASY Time」，會抽選在官咖上bin,us專版的留言；第二個是「永彬 Time」，推薦自己喜歡聽的音樂，以及與FANTASY聊天。
2020年12月30日，開通個人Instagram帳號@yb_dkxh。

## 正名
本人受訪時提到自己的漢字姓名為"길" 영,"빛날" 빈，是由爸爸取名的，意思是「오래오래 빛나라！(長久長久的閃耀吧！)」
但是빛날 빈的빈有"斌"及"彬"兩種寫法。

### “永彬”的說法
- 本人在官方推特中發文皆是寫「永彬」。[7]

- SF9的第一次單獨演唱會《DREAMER》中的Solo舞台的題目中<빈(彬) 꿈>說明到自己的漢字姓名。[8]

- 本人在日本雜誌受訪時明確寫出自己的漢字名字為永(길 영),彬(빛날 빈)。[9]

- 「彬」一字在韓文有"빛날 빈"以及"밝을 반"的意思，而永彬的綽號有"융반"，推斷他的「빈」就是「彬」。

## 音樂作品

### 團體作品

#### 2016
- 10/5發行出道單曲《Feeling Sensation》

收錄最後一輪競賽曲<K.O.>、主打歌<Fanfare(팡파레)>以及新歌<Together>。

#### 2017
- 2/6發行迷你一輯《Burning Sensation》

收錄包含主打歌<부르릉(ROAR)>在內的6首歌曲。
- 4/18發行迷你二輯《Breaking Sensation》

收錄包含主打歌<쉽다(Easy Love)>在內的6首歌曲。
- 10/12發行迷你三輯《Knight of the Sun》

收錄包含主打歌<O Sole Mio>共6首歌曲。

#### 2018
- 2/26發行迷你四輯《MAMMA MIA》

收錄包含主打歌<MAMMA MIA>在內的6首歌曲。
- 7/31發行迷你五輯《Sensusous》

收錄包含主打歌<질렀어(Now Or Never)>在內的5首歌曲。 （页面存档备份，存于）

#### 2019
- 迷你六輯《NARCISSUS》

收錄了包含主打歌<예뻐지지마(Enough)>在內的6首歌曲。 （页面存档备份，存于）
- 迷你七輯《RPM》

收錄了包含主打歌<RPM>在內的6首歌曲。

### 個人作品

#### 2018
- <빈(彬) 꿈> [13][14][註 17]

- Champagne [15][註 18]

#### 2019
- Aqitpunkt [16]

#### 2020
- Rain drop [17]

###### 2022
- 0100 [18]

## 影視作品

### 電視劇
- 2014年：需要浪漫3 飾演 永彬

### 網路劇
| 年份   | 劇名             | 角色               | 備註   |
| ------ | ---------------- | ------------------ | ------ |
| 2015年 | Click Your Heart | 永彬(舞蹈社團社員) |        |
| 2020年 | 《Bubble Up》    | 金世雲             | 男主角 |